# Lasiacis sorghoidea
Lasiacis sorghoidea là một loài thực vật có hoa trong họ Hòa thảo. Loài này được (Ham.) Hitchc. & Chase mô tả khoa học đầu tiên năm 1917.